# Femkamp för damer i friidrott vid olympiska sommarspelen 1980
Femkamp för damer vid olympiska sommarspelen 1980 i Moskva avgjordes fredagen den 24 juli. 

## Medaljörer
| Gren    | Guld                             | Guld             | Silver                              | Silver      | Brons                         | Brons       |
| Femkamp | Nadija Tkatjenko · Sovjetunionen | 5 083 poäng (VR) | Olga Rukavisjnikova · Sovjetunionen | 4 937 poäng | Olga Kuragina · Sovjetunionen | 4 875 poäng |

## Resultat
| Placering | Slutlig placering         | Poäng    |
| --------- | ------------------------- | -------- |
|           | Nadija Tkatjenko (URS)    | 5.083 WR |
|           | Olga Rukavisjnikova (URS) | 4.937    |
|           | Olga Kuragina (URS)       | 4.875    |
| 4.        | Ramona Neubert (GDR)      | 4.698    |
| 5.        | Margit Papp (HUN)         | 4.562    |
| 6.        | Burglinde Pollak (GDR)    | 4.553    |
| 7.        | Valentina Dimitrova (BUL) | 4.458    |
| 8.        | Emilija Kunova (BUL)      | 4.431    |
| 9.        | Florence Picaut (FRA)     | 4.424    |
| 10.       | Sylvia Barlag (NED)       | 4.333    |
| 11.       | Marcela Koblasová (TCH)   | 4.328    |
| 12.       | Małgorzata Guzowska (POL) | 4.326    |
| 13.       | Judy Livermore (GBR)      | 4.304    |
| 14.       | Conceição Geremias (BRA)  | 4.263    |
| 15.       | Sue Longden (GBR)         | 4.234    |
| 16.       | Yvette Wray (GBR)         | 4.159    |
| 17.       | Cécile Ngambi (CMR)       | 3.832    |
| —         | Nancy Vallecilla (ECU)    | DNF      |
| —         | Christine Laser (GDR)     | DNF      |